# Memoria de testimonios
Memoria de testimonios se refiere a la memoria episódica, generalmente visual, que está implicada en el proceso de identificación visual. Es un tipo de información sobre un evento que es fácilmente distorsionada. La memoria de testimonios ha sido estudiada sobre todo en relación con los aspectos legales de un juicio, para comprobar hasta que punto es fiable la declaración de un testimonio en un juicio ya que las implicaciones son enormes (pueden llegar en algunos casos hasta la pena de muerte). Muchos de los estudios que hemos encontrado estudian esta fiabilidad en los testimonios, observando las diferencias que se encuentran en grupos de edad, en similitudes entre testimonio y persona que realiza el acto observado (la etnia, el sexo, si es conocido o no, etc.), familiaridad con el hecho en si, creencias o prejuicios previos del testimonio, tiempo que ha ocurrido entre el hecho y la evocación del recuerdo, etc.

## Fragilidad de la memoria de testimonios

### Vulnerabilidad a la distorsión post-evento
Como todos los tipos de memoria, la memoria de testimonios puede ser distorsionada por lo que sabíamos previamente (interferencia proactiva) o por lo que aprendemos después del evento (interferencia retroactiva). La distorsión de los recuerdos ha sido ampliamente estudiada en relación con la teoría de la interferencia.
Por ejemplo, en el caso de la memoria visual de testimonios (o en su defecto visual, auditiva, etc.) la interferencia retroactiva de los interrogatorios llevados a cabo por los equipos de salvamento, policía etcétera puede llevar a una evocación de recuerdos manipulados (la mayoría de las veces manipulados inconscientemente). 
Un estudio de Loftus y Palmer (1974) sugiere que la memoria visual de testimonios es altamente vulnerable a la distorsión post-evento. A los participantes se les presentaron varias fotografías sobre un accidente múltiple de circulación. A un grupo de participantes se les realizó la siguiente pregunta: "About how fast were the cars going when they smashed into each other?" Y al otro grupo se le hizo esta otra pregunta: "About how fast were the cars going when they hit each other?". Se les preguntó una semana más tarde a los participantes si habían visto cristales rotos en las fotografías. Aunque no había cristales rotos en las fotografías, los participantes a los que se preguntó con el verbo "hit" en el enunciado respondieron en un 14% que habían visto cristales rotos; en cambio, los participantes a los que se preguntó con el verbo "smashed" respondieron en un 34% que habían visto cristales rotos en las fotografías. En este caso el verbo utilizado para preguntar un dato sobre un hecho pasado influyó enormemente en el recuerdo del mismo.

### La modificación de la memoria por estímulos verbales
Un ejemplo de este fenómeno se pudo observar en el estudio realizado por Schooler y Egster-Schooler en 1990. Los participantes de este estudio vieron un grabación previa sobre un crimen. Posteriormente, un grupo de los participantes hicieron una descripción verbal detallada de la apariencia física del criminal, mientras que el otro grupo realizaba una tarea que no tenía relación con el video. Posteriormente se les pidió a todos los participantes que identificaran al criminal. El grupo que hizo la descripción verbal previa obtuvo unos resultados de identificación significativamente inferiores que el grupo que no la hizo. La investigación posterior ha replicado en gran medida estos hallazgos de Schooler et al. aunque se han hecho conclusiones alternativas..

### Identificación visual errónea
Ha sido ampliamente especulado que la identificación errónea de sospechosos ha jugado siempre un papel importante en la condena de individuos inocentes. El crecimiento del número de investigaciones sobre este campo lo confirman, y algunas investigaciones apuntan a que la identificación errónea de sospechosos lleva a la condena de personas inocentes en un porcentaje mayor que todos los otros aspectos combinados. Las otras causas pueden incluir, aunque no están limitadas sólo a estas, interrogadores o forenses poco entrenados, errores humanos en la investigación de los hechos, falsas confesiones, informadores poco fidedignos, una defensa inadecuada y manipulación o ocultación de evidencias por parte de la policía.